# Estación de Feyzin
La estación de Feyzin es una estación ferroviaria francesa de la línea París - Marsella, situada en la comuna de Feyzin, en el departamento de Ródano, en la región de Ródano-Alpes. Por ella transitan únicamente trenes regionales. 

## Situación ferroviaria
La estación se encuentra en la línea férrea París-Marsella (PK 521,277). 

## Descripción
Esta estación se compone de dos andenes laterales y de dos vías.

## Servicios ferroviarios

### Regionales
Los TER Ródano Alpes recorren el siguiente trazado:
- Línea Lyon - Vienne.